# Большая Корабельная
Большая Корабе́льная (укр. Велика Корабельна) — река на территории Украины, в пределах Новоукраинского района Кировоградской области и Первомайского района Николаевской области. Правый приток реки Корабельная. Бассейн Южного Буга.

## Описание
Длина — 27 км, площадь бассейна — 223 км². Уклон реки — 4 м/км.
Берёт свое начало около села Николаевка (Новоукраинский район). Течёт по Причерноморской низменности. Воду используют для нужд сельского хозяйства.